# カメオ (女優)
カメオ Cameo（コロラドスプリングス出身、1965年4月25日 - ）は、アメリカ合衆国のポルノ女優。Kameo、Katrina、Kelly Pageとクレジットされることもある。

## 来歴
カメオは主に1990年代に活躍した。脱色したブロンドの髪と整った顔立ちと長い脚を持つ。当初はそれほど胸は大きくなかったが、1991年8月の映画『Flashpoint』の頃には、適度に豊胸が施されている。彼女は性行為時の情熱的な腰の振りで知られていた。
カメオは1989年に元ボーイフレンドのポルノ男優、キャル・ジャマー (Cal Jammer) に見出されポルノデビューを果たし、以来100本以上の映画に出演した。デビュー当時は内気で遠慮がちな女優であったが、徐々に観衆や共演者のニーズを心得た、性的に熟達した過激な女優へと変貌を遂げた。
1992年の初めにトリクシー・タイラー (Trixie Tyler) の元夫、シド・モリソン (Cyd Morrison) と結婚した後は彼との共演が多くなり、より激情的な女優へと変わっていった。（モリソンとは後に離婚）
彼女はポルノ界に入る以前に1人若しくは2人の子供を産んでいると言われる。カメオは打ち合わせに息子を連れて現れた。子供が同席している事はポルノ関係者たちを落ち着かなくさせた。

## 出演作の一部
- 1989年 - 『カメレオン・ナイト/性感応体験 (Nightdreams II) 』
- 1991年 - 『サヴァンナ in ニュー・ウェイブ・フッカーズ2 (New Wave Hookers 2) 』 … アトランティス海底国訓練生
- 1991年 - 『ディープスロート5/最終章 (Deep Throat 5) 』
- 1992年 - 『官能クィーンCAMEO/淫花 (Revealed) 』 … 欲求不満の人妻